# 조이스 미도우스

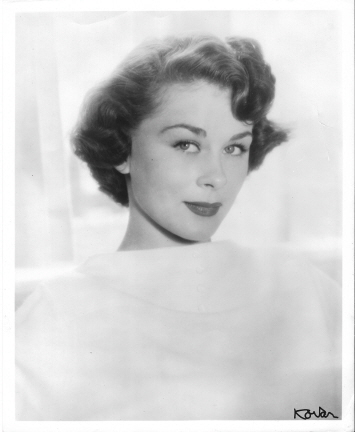

조이스 미도우스(Joyce Meadows, 1933년 4월 13일 ~ )는 캐나다의 배우이다.

## 영화
- 미스테리 씨터 (1991년)
- 선셋 77번가 (1958년)
- 페리 메이슨 (1957년)
- 아로스 행성에서 온 뇌 (1957년)